# Vanessa Payer

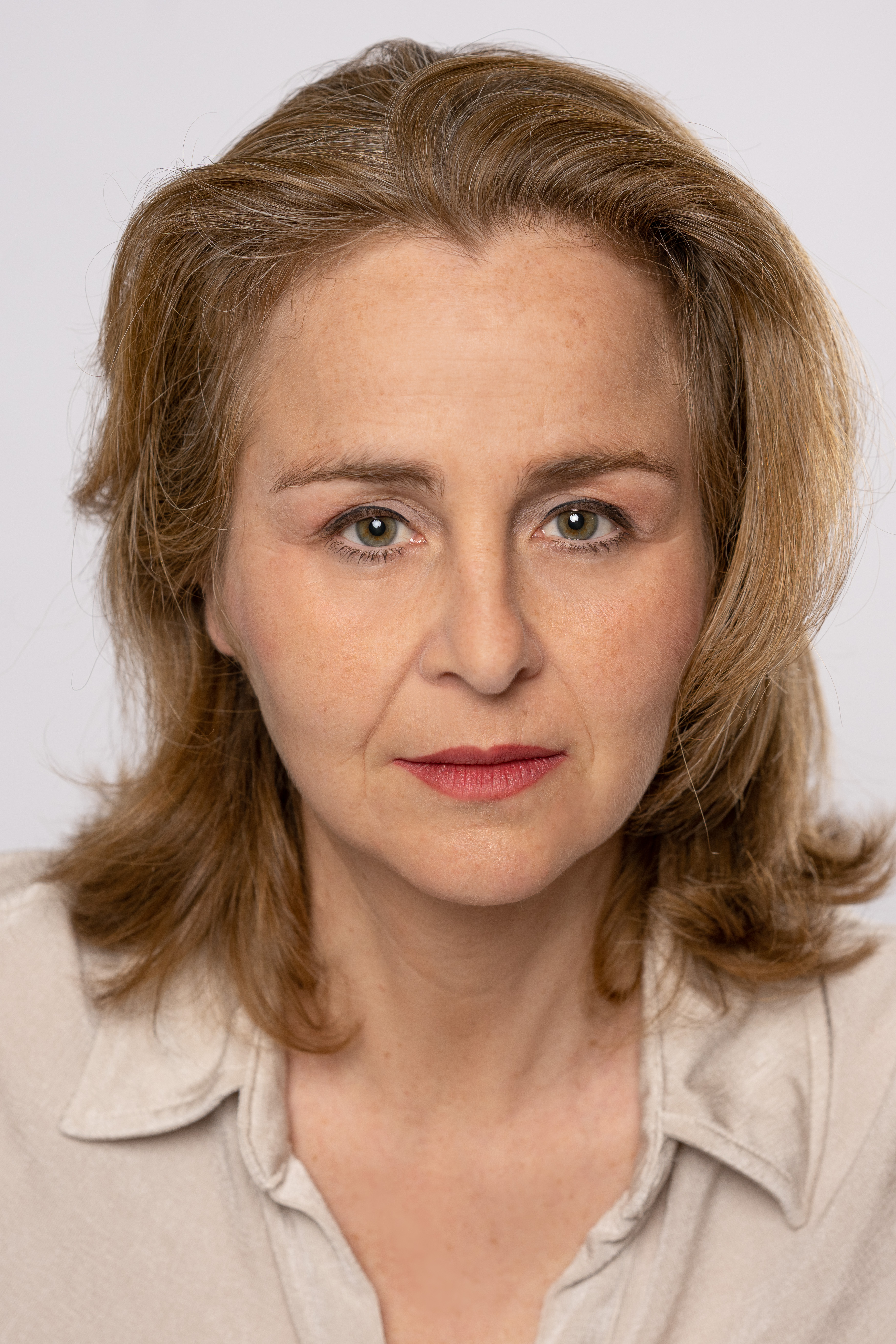
Vanessa Payer Kumar (2023)

Vanessa Payer Kumar (* 27. März 1968 in Wien) ist eine österreichische Schauspielerin, Kulturschaffende, Produzentin und Trainerin.

## Leben

### Familie und Herkunft
Vanessa Payer entstammt mütterlicherseits dem jüdischen Wiener Großbürgertum, die Wurzeln der Familie lassen sich bis ins 17 Jht. in Lemberg in der heutigen Ukraine zurückverfolgen. Ihr Großvater Ernst Joachim Bach, der zum Christentum übergetreten war, sowie ihre Großmutter, Mutter und Tante überlebten den Holocaust in Bulgarien. Die Großfamilie war umgekommen oder wurde zerstreut. Es gibt Verwandte in England, Amerika und Dänemark, der israelische Zweig existiert nicht mehr.
Vanessa Payers Mutter ist die Radiosprecherin Annelise Bach, die auch als Schauspielerin und Buchhändlerin tätig war.
Vanessa Payers Vorfahren väterlicherseits waren Kleinbürger mit böhmisch-mährischen und ungarischen Wurzeln. Der Großvater war Funker und in Stalingrad verschollen. Die Großmutter zog ihre Söhne alleine auf und arbeitete dabei u. a. als Köchin für die Amerikanische Besatzung in Kärnten. Vanessa Payers Vater ist der ehemalige Schauspieler Heinz Payer, der in späteren Jahren als Bankbeamter arbeitete.
Vanessa hat zwei Schwestern aus der ersten Ehe ihrer Mutter, Leslie Kleinwaechter und Patricia Kleinwaechter, sowie einen Bruder, Laurenz Payer.
Ihre Cousine mütterlicherseits ist die Sängerin und Schauspielerin Saskia Fanta, die mit ihrer Partnerin das Gesangsduo „Schlor und Fanta“ (Damenspitz) bildet.
Vanessa Payer Kumar gründete eine Familie mit dem bekannten österreichisch-indischen Maßparfumeur und Duftkünstler Yogesh Kumar. Sie haben gemeinsam zwei Kinder, Adwait Angelo (* 2002) und Amrita Essence (* 2009).

### Ausbildung
Vanessa Payer besuchte die Schule Maria Regina (Hofzeile) in Wien Döbling und das Gymnasium Gynmasiumstrasse, wo sie 1986 maturierte. Nach einem Jahr Fachlehrgang für Wirtschaftswerbung im Wifi Wien studierte sie von 1988 bis 1991 Schauspiel am Konservatorium der Stadt Wien (heute: Musik und Kunst Privatuniversität der Stadt Wien) unter Prof. Elfriede Ott. Ab 1989 war sie als Elevin am Theater in der Josefstadt engagiert. Später besuchte sie für ein halbes Jahr in Paris einen Lehrgang für Schauspiel bei Jean Paul Denizon, Assistent von Peter Brook. Payer erhielt eine Jazzdance-Ausbildung im Tanzforum Wien und im Body Dynamic, sowie in weiteren Workshops und Seminaren. Gesang u. a. bei Claus und Roberta Ofzcarek. Sie hat sich in zahlreichen weiteren Lehrgängen speziell im Filmacting weitergebildet, u. a. bei Götz Spielmann, Teresa Harder, Susi Stach und in der Drehübung Wien.
Zusätzlich ist Vanessa Payer zertifizierte Trainerin für Wirtschafts- und Sozialkompetenz.

## Wirken

### Schauspiel
Theater
Vanessa Payer ist als Schauspielerin seit ihrem 19. Lebensjahr an renommierten Bühnen in Österreich und Deutschland engagiert (Bühne Baden, Festspiele Reichenau, Vereinigte Bühnen Graz, Stadttheater Aachen, Landesbühne Hannover, Theater in der Josefstadt u. a.) und in der freien Wiener Szene tätig (Aktionstheater Ensemble, Drachengasse, Kosmos, Theater Scala, Freie Bühne Villach u. v. a.). Gastspiele führten sie nach London, New York und Seattle; sie arbeitete immer wieder mit der international tätigen Theatergruppe „TEV - Theatre of Eternal Values“ zusammen und war jahrelang Mitglied der Improtheater-Gruppe „u.r.theater“
Theater 7
Vanessa Payer gründete gemeinsam mit dem Schauspieler und Regisseur Anselm Lipgens den Theaterverein theater 7 und setzt seit 2014 zahlreiche vielbeachtete Projekte um.
Ihr besonderes Augenmerk liegt dabei auf vergessener Frauenhistorie (wie z. B. in den Stationentheatern „Lebensstrassen“ und „Lebensbögen“), sowie auf Menschheitsmythologien (wie dem indischen „Mahabharata“ u. a.). Theater 7 wird heute von Vanessa Payer gemeinsam mit der Schauspielerin und Regisseurin Tania Golden geleitet.

### Filmographie
Film und Fernsehen
Vanessa Payer hatte ihre ersten Auftritte vor Kamera als jugendliche Ansagerin im Kinderprogramm des ORF, des österreichischen Rundfunks. Über zwei Jahre war sie Teil der Crew der Kinderansager und schrieb auch damals schon ihre eigenen Texte.
Payer war auch immer wieder für Film und Fernsehen tätig „Komissar Rex“, „Stockinger“ und „Julia, eine ungewöhnliche Frau“ und „Tatort“ sowie in Götz Spielmanns´ Schnitzler-Adaptierung „Spiel im Morgengrauen“ oder Henning Backhaus´ Kinofilm „Local Heroes“ und drehte zuletzt „Auf der Walz“ für die ARD Degeto.
- 1991: Ein Haus in Jerusalem
- 1996: Stockinger
- 2001: Spiel im Morgengrauen
- 2001, 2002: Julia – Eine ungewöhnliche Frau
- 2007: Die Rosenkönigin
- 2011: Schnell ermittelt
- 2012: Spuren des Bösen: Racheengel
- 2014: Der Druck, der Rauch, die Hitze
- 2018: CopStories
- 2012, 2020: Tatort:
  - 2012: Kein Entkommen
  - 2020: Pumpen
- 2021: Familienaufstellung
- 2023: Dana lässt los
- 2025: Wien mobil (Werbung)
- 2025: Auf der Walz – Drei Jahre und ein Tag (Fernsehfilm)

### Training und Coaching
Vanessa Payer gibt Impro- und Schauspielworkshops und ist ausgebildete Trainerin' für Wirtschafts- und Sozialkompetenz. Sie arbeitet auch im theaterpädagogischen Bereich, u. a. im Theater – und Feriendorf Königsleitn in Litschau und in der „Nirmal Arts Academy“ in Cabella Ligure, Italien.

### Produktion
Neben ihrer schauspielerischen Vielseitigkeit liegt ihre Stärke im konzeptionellen Bereich und in der Organisation, sowie in der künstlerischen Entwicklungsarbeit mit und in einem Team.
Sie setzte schon früh zahlreiche Eigenproduktionen und transdisziplinäre Projekte um, leitet seit 2014 theater 7, und ist Autorin und Co-Autorin mehrerer Stücke.

## Auszeichnungen
2023 wurde Vanessa Payer für ihr Kulturschaffen und ihr gesellschaftliches Engagement vom BMEIA – dem österreichischen Außenministerium und dem Frauenmuseum Hittisau als Calliope auf die gleichnamige Plattform herausragender Österreicherinnen aufgenommen.
2008 erhielt sie gemeinsam mit TEV Austria für „Hero und Zero“ den Preis für die beste Eigenproduktion der Stadt Wien.

## Trivia
Vanessa Payer hat am 27. März Geburtstag – dem internationalen Welttag des Theaters.